# 尼古拉斯·布吕克曼
尼古拉斯·布吕克曼（德語：Nikolas P. Breuckmann；1988年—）是德国数学物理学家。他是布里斯托大学量子计算理论讲师。英国物理学会于2023授予他詹姆斯·克拉克·麦克斯韦奖章和奖。該獎項是為了表彰他「在量子糾錯領域的傑出貢獻，特別是在證明量子資訊理論中著名的未决問題——非低能量平凡態猜想」方面所做的工作。《Quanta》雜誌將這一證明描述為「理論計算機科學中最大的發展之一」。